# Macroeconomía del desequilibrio
La macroeconomía del desequilibrio es una tradición de investigación centrada en el papel del desequilibrio en la economía. Este enfoque también se conoce como teoría no walrasiana, equilibrio con racionamiento, enfoque de compensación de falta de mercado y teoría de no transacción. El trabajo inicial en el área fue realizado por Don Patinkin, Robert W. Clower y Axel Leijonhufvud. Su trabajo se formalizó en modelos de desequilibrio general, que fueron muy influyentes en la década de 1970. Los economistas estadounidenses habían abandonado la mayoría de estos modelos a fines de la década de 1970, pero los economistas franceses continuaron trabajando en la tradición y desarrollaron modelos a precios fijos.

## Desequilibrios macroeconómicos
En la síntesis neoclásica, los modelos de equilibrio eran la regla. En estos modelos, los salarios rígidos modelaron el desempleo en los equilibrios. Estos modelos fueron desafiados por Don Patinkin y los últimos teóricos del desequilibrio. Patinkin argumentó que el desempleo resultaba del desequilibrio. Patinkin, Robert W. Clower y Axel Leijonhufvud se centraron en el papel del desequilibrio. Clower y Leijonhufvud argumentaron que el desequilibrio formaba una parte fundamental de la teoría de Keynes y merecía una mayor atención.
Robert Barro y Herschel Grossman formularon modelos de desequilibrio general , en los cuales los mercados individuales estaban sujetos a los precios antes de que hubiera un equilibrio general. Estos mercados produjeron "precios falsos" que dieron como resultado un desequilibrio. Poco después del trabajo de Barro y Grossman, los modelos de desequilibrio cayeron en desgracia en los Estados Unidos y Barro abandonó el keynesianismo y adoptó nuevas hipótesis clásicas de compensación del mercado. Sin embargo, los principales economistas estadounidenses continuaron trabajando con modelos de desequilibrio, por ejemplo, Franklin M. Fisher en el MIT, Richard E. Quandt en la Universidad de Princeton y John Roberts en la Universidad de Stanford.

## Desequilibrio y paro.

El diagrama basado en la tipología de desempleo de Malinvaud muestra curvas de equilibrio en los mercados de bienes y empleo dados los niveles de salarios y precios. El equilibrio walrasiano se logra cuando ambos mercados están en equilibrio. Según Malinvaud, la economía está generalmente en un estado de desempleo keynesiano, con exceso de oferta de bienes y mano de obra, o desempleo clásico, con exceso de oferta de mano de obra y exceso de demanda de bienes.

Si bien la economía del desequilibrio solo tenía apoyo minoritario en los EE. UU., tenía un papel importante en la economía europea y, de hecho, un papel destacado en la Europa francófona. En Francia, Jean-Pascal Bénassy (1975) e Yves Younès (1975) estudiaron modelos macroeconómicos con precios fijos. La economía del desequilibrio recibió una mayor investigación a medida que el desempleo masivo regresó a Europa occidental en los años setenta. La economía del desequilibrio también influyó en las discusiones sobre políticas europeas, particularmente en Francia y Bélgica. Economistas europeos como Edmond Malinvaud y Jacques Drèze expandieron la tradición de desequilibrio y trabajaron para explicar la rigidez de los precios en lugar de simplemente asumirla.
Malinvaud utilizó el análisis del desequilibrio para desarrollar una teoría del desempleo. Argumentó que el desequilibrio en los mercados laborales y de bienes podría llevar al racionamiento de bienes y mano de obra, conduciendo al desempleo. Malinvaud adoptó un marco de precios fijos y argumentó que la fijación de precios sería rígida en los precios industriales modernos en comparación con los sistemas de precios relativamente flexibles de las materias primas que dominan las economías agrícolas. En el marco de Malinvaud, los precios son fijos y solo se ajustan las cantidades. Malinvaud considera un estado de equilibrio en el desempleo clásico y keynesiano como el más probable. Presta menos atención al caso de la inflación reprimida y considera que el subconsumo / desempleo es una curiosidad teórica. La investigación en la tradición neoclásica se limita a un caso especial de la tipología de Malinvaud, el equilibrio walrasiano. En la teoría de Malinvaud, alcanzar el caso de equilibrio walrasiano es casi imposible de lograr dada la naturaleza de los precios industriales. El trabajo de Malinvaud proporcionó diferentes prescripciones de políticas dependiendo del estado de la economía. Dado el desempleo keynesiano, la política fiscal podría desplazar las curvas tanto de mano de obra como de bienes hacia arriba, lo que conduciría a salarios y precios más altos. Con este cambio, el equilibrio walrasiano estaría más cerca del equilibrio económico real. Por otro lado, la política fiscal con una economía en el desempleo clásico solo empeoraría las cosas. Se recomendaría una política que conduzca a precios más altos y salarios más bajos.
La " macroeconometría del desequilibrio" fue desarrollada por Drèze, Henri Sneessens (1981) y Jean-Paul Lambert (1988). Un documento conjunto de Drèze y Sneessens inspiró a Drèze y Richard Layard a liderar el Programa Europeo de Desempleo, que estimó un modelo de desequilibrio común en diez países. Los resultados de ese exitoso esfuerzo sirvieron para inspirar recomendaciones políticas en Europa durante varios años.

## Extensiones de desequilibrio de la teoría del equilibrio general de Arrow-Debreu.
En Bélgica, Jacques Drèze definió los equilibrios con las rigideces de precios y las restricciones de cantidad y estudió sus propiedades, extendiendo el modelo Arrow-Debreu de la teoría del equilibrio general en economía matemática. Introducido en su artículo de 1975, un "equilibrio de Drèze" ocurre cuando la oferta (demanda) se restringe solo cuando los precios son rígidos a la baja (ascendente), mientras que un producto preseleccionado (por ejemplo, el dinero) nunca se raciona. La existencia está probada para los límites arbitrarios de los precios. Un documento conjunto con Pierre Dehez estableció la existencia de equilibrios de Drèze sin racionamiento del lado de la demanda. John Roberts, de Stanford, estudió los equilibrios de oferta a precios competitivos; resultados similares fueron obtenidos por Jean-Jacques Herings en Tilburg (1987, 1996). Roberts y Hering demostraron la existencia de un continuo de equilibrios de Drèze. Entonces Drèze (113) demostró la existencia de equilibrios con un racionamiento de la oferta arbitrariamente grave. A continuación, en un documento conjunto de Herings y otros (132), se estableció la existencia genérica de un continuo de equilibrios de oferta con rango Pareto para una economía estándar con algunos precios fijos. La multiplicidad de equilibrios formaliza así una compensación entre inflación y desempleo, comparable a una curva de Phillips . Drèze consideró que su enfoque de la macroeconomía examinaba las consecuencias macroeconómicas de la teoría del equilibrio general de Arrow-Debreu con el racionamiento, un enfoque que complementa el programa a menudo anunciado de microfundaciones para la macroeconomía .

## Sectores económicos específicos

### Mercados de crédito
El racionamiento del crédito de desequilibrio puede ocurrir por una de dos razones. En presencia de leyes de usura, si la tasa de interés de equilibrio sobre los préstamos está por encima de la tasa legalmente permitida, el mercado no puede compensar y, a la tasa máxima permitida, la cantidad de crédito demandado superará la cantidad de crédito ofrecido.
Una fuente más sutil de racionamiento de crédito es que las tasas de interés más altas pueden aumentar el riesgo de incumplimiento por parte del prestatario, lo que hace que el prestamista potencial se muestre reacio a prestar a tasas de interés atractivas.

### Mercado laboral
Los mercados laborales son propensos a fuentes particulares de rigidez de precios porque el elemento es la gente, y las leyes o restricciones sociales diseñadas para proteger a esas personas pueden obstaculizar los ajustes del mercado. Tales restricciones incluyen restricciones sobre quién o cuántas personas pueden ser despedidas y cuándo (lo que puede afectar tanto el número de despidos como la cantidad de personas contratadas por las empresas que están preocupadas por las restricciones), restricciones a la reducción de salarios cuando una empresa experimenta una disminución en la demanda de su producto y contratos laborales a largo plazo que especifican previamente los salarios.

### Afectaciones entre mercados
El desequilibrio en un mercado puede afectar la demanda o la oferta en otros mercados. Específicamente, si un agente económico está restringido en un mercado, su oferta o demanda en otro mercado puede cambiarse de su forma no restringida, denominada demanda nocional, a una forma modificada conocida como demanda efectiva. Si esto ocurre de manera sistemática para un gran número de participantes en el mercado, los resultados del mercado en el último mercado de precios y cantidades negociadas (ya sean resultados de equilibrio o de desequilibrio) se verán afectados.
Los ejemplos incluyen:
- Si la oferta de hipotecas como crédito a los compradores potenciales está racionada, esto disminuirá la demanda de casas de nueva construcción.
- Si los trabajadores no pueden suministrar toda la mano de obra que desean, tendrán ingresos limitados y su demanda en el mercado de bienes será menor.
- Si los empleadores no pueden contratar toda la mano de obra que desean, no pueden generar toda la producción que deseen, y disminuirá la oferta en el mercado para sus bienes.